# Los niños
Los niños (en inglés: The Children) es la decimoctava novela de la escritora estadounidense de novelas y relatos  Edith Wharton. Fue publicada por primera vez en 1928. Se adaptó al cine en 1990.

## Argumento
Martin Boyne es un ingeniero de mediana edad acostumbrado a desarrollar su labor lejos de la civilización. Al saber de la muerte del marido de Rose Sellars, se toma unas vacaciones largo tiempo aplazadas, esperando que esta no le rechace por segunda vez.
En el barco que lleva de Argel a Venecia conoce a Judith Wheater, quien, a sus quince años, cuida de sus hermanos, medio hermanos y hermanastros, resultado de sucesivos matrimonios y divorcios de sus padres.
Pues a Boyne le espera una sorpresa: en los años que lleva fuera, los segundos y hasta terceros matrimonios se han vuelto corrientes dentro de su antiguo círculo social. 
Llevado de su admiración por Judith, se une a la causa de los niños: no volver a separarse tras los más que probables nuevos matrimonios y divorcios.
Pero este plan interferirá cada vez más en su propósito de vivir con Rose la gran aventura sentimental que siente que no ha tenido aún, pese a sus muchas experiencias.